# Компромисс 1790 года
Компромисс 1790 года (англ. Compromise of 1790) — неформальное соглашение между Александром Гамильтоном и Томасом Джефферсоном, в ходе которого Гамильтон добился согласия правительства на принятие закона о государственном долге, а Джефферсон добился его согласия на перенос столицы государства на берега реки Потомак. Компромисс вывел Конгресс из тупика, в который зашло обсуждение обеих вопросов, и сделал возможным издание Столичного акта и Акта о принятии госдолга в июле и августе 1790 года. Историк Джейкоб Кук называл компромисс 1790 года одной из самых важных сделок в американской истории, наравне с Мисурийским компромиссом и компромиссом 1850 года.

## Предыстория
В 1783 году завершилась Война за независимость США, и Континентальный Конгресс издал указ о роспуске армии. К этому моменту военнослужащим уже долгое время не выплачивали жалованье, и возникло опасение, что Конгресс никогда не закроет своей задолженности. Это привело к бунту пенсильванского ополчения 21 июня 1783 года: восставшие окружили здание заседаний Конгресса в Филадельфии. 22 июня Конгресс переехал в Принстон. Впоследствии он собирался в Аннаполисе, Трентоне и Нью-Йорке. В 1788 году Конституция дала Конгрессу полномочия определить постоянную столицу для федерального правительства, но возникли неразрешимые противоречия меду представителями различных штатов. Обсуждение вопроса столицы перемешалось с обсуждением финансовых вопросов, что отражало различия во взглядах между отцами-основателями США.